# Urodeta
Urodeta é um gênero de traça pertencente à família Agonoxenidae.